# 島田嘉七
島田 嘉七（しまだ かしち、1895年8月14日 - 没年不詳）は、日本の俳優である。本名同じ。旧芸名嵐 璃文（あらし りぶん）。新派・旧派を経て、日活向島撮影所の新派女形となり、男役に転向後もその美貌により人気を得たスター俳優として知られる。

## 人物・来歴
1895年（明治28年）8月14日、東京府東京市神田区（現在の東京都千代田区神田）に生まれる、とされている。『現代俳優名鑑 東京 映畫俳優篇』（揚幕社）には、生年月日は「明治廿六年八月十九日」（1893年8月19日）、生地は東京市下谷区谷中坂町52番地（現在の台東区谷中1丁目）である旨が記されている。『裸にした映画女優』の島田の項には「明治二十七年八月十四日」（1894年8月14日）、「東京の深川で生る」（深川区、現在の江東区深川地区）と記されている。『一九三三年版 オール松竹俳優名鑑』の島田の項には生年月日は冒頭の通りだが、「東京京橋に出生」（京橋区、現在の中央区の日本橋以外の地区）と記されている。幼少時から「女の子のように可愛らしく役者の子のようだ」と言われて育つ。
旧制小学校を卒業し、下谷区上野西黒門町11番地（現在の台東区上野1丁目）にあった旧制・東京中学校（現在の東京高等学校）に進学したが、同校を中途退学して伊井蓉峰の一門に加入し、数え年15歳になる1909年（明治42年）に新富座で初舞台を踏む。その後、初代村田正雄の一座に参加して、全国を巡業する。大阪に移り、関西歌舞伎の四代目嵐璃珏の一座に参加、「嵐 璃文」を名乗る。
1919年（大正8年）6月、日活向島撮影所に入社、満23歳にして映画俳優に転向、同年7月14日に公開された『破れ筏』（監督不明）、同年9月27日に公開された『恋の津満子』（監督小口忠）等に女形として出演する。のちに男役に転向し、東猛夫、衣笠貞之助、五月操らの女形の相手役として、人気を得る。1922年（大正11年）12月、田中栄三が監督した『京屋襟店』に出演、完成後の試写後の夜に、藤野秀夫、衣笠貞之助、荒木忍、東猛夫ら幹部俳優13名が集団退社の辞表を提出、石井常吉の計画によって国際活映（国活）に引き抜かれる事件が起きるが、島田もこれに連座し、国活に電撃的に移籍している。
1923年（大正12年）に発行された『現代俳優名鑑』によれば、当時、島田は同書が「生地」として掲載するのと同一の地番に父・姉とともに住み、身長は5尺3寸1分（約160.9センチメートル）、体重13貫300匁（約49.9キログラム）、常用煙草は敷島で、洋装を好み、当時の島田にとっての代表作は、『八幡屋の娘』（監督田中栄三）における「時子」役、『嵐の舞』（監督不明）における「遠山省三」役であるという。同年3月、国活が製作を停止すると、同社を退社し、同年5月、京都に移り、等持院に撮影所を持つマキノ映画製作所に移籍した。マキノ、および東亜キネマに吸収されてからも引き続き等持院撮影所では、向島時代に先輩女形であった衣笠貞之助が監督に転向し、衣笠監督・島田主演で数々の作品を生み出し、スター俳優として活躍した。
1925年（大正14年）春には、東京に戻って松竹蒲田撮影所に移籍、満29歳となった同年5月1日に公開された『椿咲く国』や同31日に公開された『地獄谷』（いずれも監督吉野二郎）を初めとして、1931年（昭和6年）までの間、多くの作品に主演、もしくは栗島すみ子の相手役俳優として出演した。飯田蝶子、森野五郎が幹部に昇進した1927年（昭和2年）1月には、粂讓、筑波雪子、松井千枝子とともに準幹部に昇進した。トーキーの始まる1932年（昭和7年）以降は、脇役に回ることが増えた。同年12月1日に公開された時代劇『忠臣蔵 前篇 赤穂京の巻』ならびに『忠臣蔵 後篇 江戸の巻』にも出演し、上杉綱憲を演じている。満40歳を迎えた1935年（昭和10年）10月15日に公開されたサウンド版『永久の愛』（監督池田義信）に「医者富谷」役で出演して以降の出演記録は見当たらない。

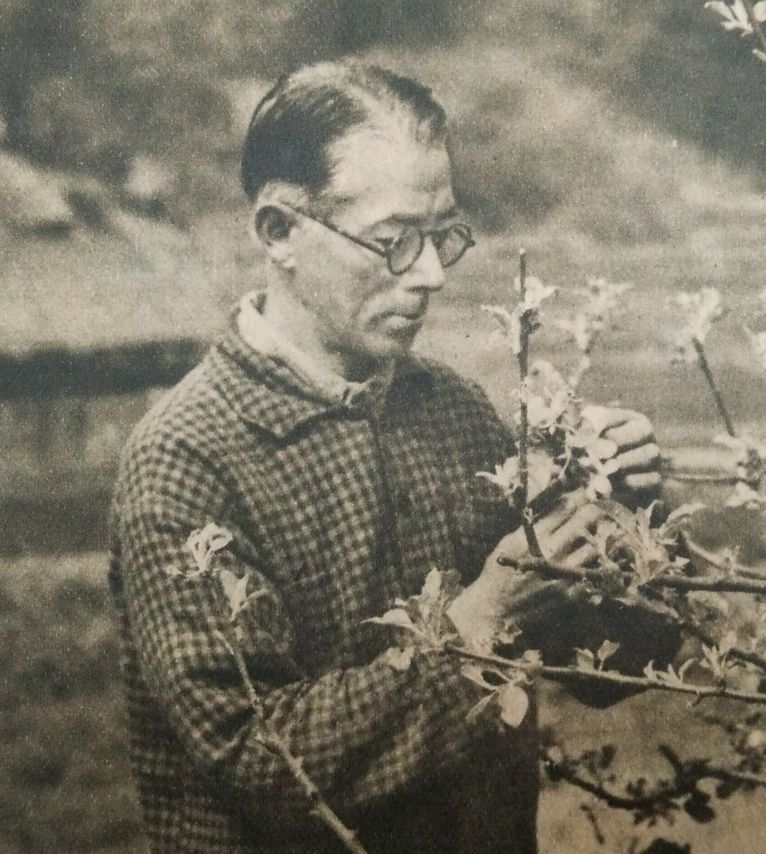
1949年（昭和24年）の写真、満54歳。

戦中は大陸各地を慰問したが帰国後に罹災し、1945年（昭和20年）5月に長野県更級郡へ疎開した。戦後も同地で石鹸会社に勤務していたが、以降の消息は不明である。没年不詳。

## フィルモグラフィ
クレジットはすべて「出演」である。公開日の右側には役名、および東京国立近代美術館フィルムセンター（NFC）、マツダ映画社所蔵等の上映用プリントの現存状況についても記す。同センター等に所蔵されていないものは、とくに1940年代以前の作品についてはほぼ現存しないフィルムである。資料によってタイトルの異なるものは併記した。

### 日活向島撮影所
すべて製作は「日活向島撮影所」、配給は「日活」、すべてサイレント映画である。
- 『破れ筏』 : 監督不明、1919年7月14日公開
- 『恋の津満子』 : 監督小口忠、脚本桝本清、1919年9月27日公開
- 『野蛮人』（『吾妻照之助』） : 監督不明、原作江見水蔭、1919年10月28日公開
- 『女魔術師』 : 監督田中栄三、1919年製作・公開 - 奇術師 呑々斉・夫人鷹子（二役）
- 『二世の誓』 : 監督田中栄三、1920年2月15日公開 - 夫人 園子
- 『黒髪』（『恋の黒髪』） : 監督田中栄三、原作遅塚麗水、1920年2月29日公開 - 鶴谷澄子夫人
- 『白鳥の歌』 : 監督田中栄三、原作長田幹彦、1920年4月2日公開 - 夫人 葉子
- 『八幡屋の娘』 : 監督田中栄三、撮影藤原幸三郎、1920年7月4日公開 - 時子[2]
- 『尼港最後の日』 : 監督坂田重則（阪田重則）、撮影大洞元吾、1920年8月2日公開
- 『結婚の其夜』 : 監督若山治、1922年製作・公開
- 『嵐の舞』 : 監督不明、1922年2月16日公開 - 遠山省三[2]
- 『碑文谷美談』（『国の誉 碑文谷美談』[8]） : 監督不明、1922年5月15日公開
- 『恋の墳墓』 : 監督不明、1922年6月14日公開
- 『愛の火柱』 : 監督不明、1922年6月24日公開
- 『永遠の謎』 : 監督若山治、原作長田幹彦、1922年10月20日公開 - 萩野芳江
- 『緑の牧場』 : 監督若山治、原作野村愛正、1922年11月30日公開 - 倅弟 清
- 『別れの船唄』 : 監督鈴木謙作、1922年12月10日公開 - 大原哲也
- 『愛の泉』 : 監督若山治、撮影大洞元吾、1922年12月17日公開 - その倅・謹一
- 『京屋襟店』 : 監督田中栄三、撮影大洞元吾、1922年12月30日公開 - 京屋の中番頭梅吉

- 『涙の家』 : 監督若山治、1923年2月18日公開
- 『露子の一念』 : 監督鈴木謙作、製作日活京都撮影所[6]（日活向島撮影所[7][8]）、配給日活、1923年4月11日公開

### 国活巣鴨撮影所

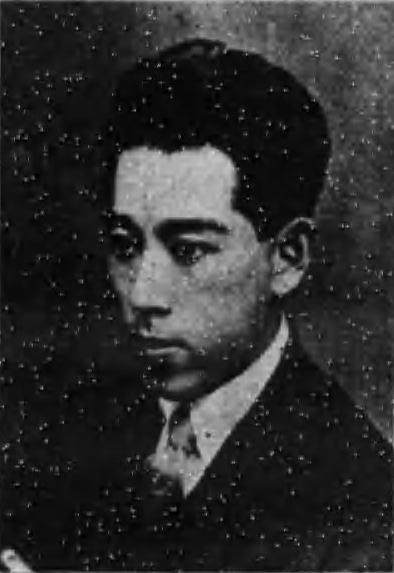
1923年（大正12年）の写真、満27歳。

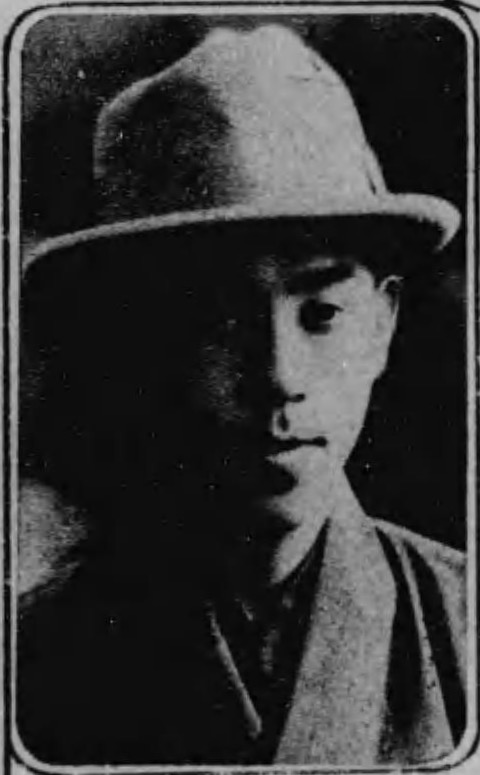
1925年（大正14年）の写真、満29歳。

すべて製作は「国活巣鴨撮影所」、配給は「国際活映」、すべてサイレント映画である。
- 『鷲津村の娘』 : 監督坂田重則、1922年12月31日公開
- 『老僧の恋』 : 監督坂田重則、1923年1月21日公開
- 『若き妻の死』 : 監督坂田重則、1923年2月1日公開
- 『父の罪』 : 監督村田実、1923年2月22日公開
- 『愛情の極み』 : 監督坂田重則、1923年3月13日公開

### マキノ等持院撮影所
特筆以外すべて製作は「マキノ等持院撮影所」、配給は「マキノ映画製作所」、すべてサイレント映画である。
- 『二羽の小鳥』 : 監督衣笠貞之助、1923年6月1日公開 - 主演
- 『人生を視めて』 : 監督衣笠貞之助、1923年7月3日公開
- 『燕の歌』 : 監督衣笠貞之助、1923年7月26日公開 - 主演
- 『大自然』 : 監督金森万象、1923年8月8日公開 - 隻脚の画家（主演）
- 『人の振り見て』 : 監督長尾史録、1923年8月16日公開 - 主演
- 『金色夜叉 宮の巻』 : 監督衣笠貞之助、1923年8月30日公開
- 『魔の池』 : 監督衣笠貞之助、1923年10月26日公開 - 主演
- 『咽び泣く魂』 : 監督金森万象、1923年11月15日公開 - 主演
- 『凋落の彼方へ』 : 監督衣笠貞之助、1923年11月23日公開 - 主演
- 『迷宮の鍵』 : 監督井上金太郎、1923年12月21日公開
- 『青春の悲歌』 : 監督金森万象、1923年12月31日公開 - 主演
- 『祇園情話 蕾のまゝ』（『祇園夜話』[7]） : 監督金森万象、1923年12月31日公開 - 主演
- 『妻の秘密』 : 監督衣笠貞之助、1924年1月7日公開 - 主演
- 『彼女の運命 前篇』 : 監督衣笠貞之助、1924年1月7日公開
- 『彼女の運命 後篇』 : 監督衣笠貞之助、1924年2月1日公開 - 岩友辰夫
- 『武悪の面』 : 監督二川文太郎、1924年2月8日公開 - 弟子美作
- 『旅愁』 : 監督金森万象、1924年2月22日公開 - 主演
- 『悲しき曙光』 : 監督井上金太郎、1924年2月29日公開 - 桜井京二
- 『桐の雨』 : 監督衣笠貞之助、1924年3月28日公開 - 若旦那正次郎
- 『寂しき村』 : 監督衣笠貞之助、1924年4月3日公開 - 主演
- 『情熱の火』 : 監督二川文太郎、1924年4月25日公開 - 清川源之助
- 『祇園の春 散り行く花』 : 監督金森万象、1924年5月2日公開
- 『無名の愛』（『無明の愛』[7]） : 監督井上金太郎、1924年6月13日公開 - 土屋医学士（主演）

### 東亜等持院撮影所
特筆以外すべて製作は「東亜等持院撮影所」、配給は「東亜キネマ」、すべてサイレント映画である。
- 『宵夜町心中』（『心中宵夜町』[7]） : 監督二川文太郎、1924年7月11日公開 - 手代六三郎
- 『歓楽の贅』 : 監督沼田紅緑、1924年7月24日公開 - 橋立侍従（主演）
- 『恋とはなりぬ』 : 監督衣笠貞之助、1924年9月19日公開
- 『足』 : 監督衣笠貞之助、1924年10月1日公開 - 主演
- 『恋慕小唄』（『小豆島情話』） : 監督山本嘉次郎、製作東亜キネマ甲陽撮影所、1924年10月23日公開

### 国活巣鴨撮影所
すべて製作は「国活巣鴨撮影所」、配給は「国際活映」、すべてサイレント映画である。
- 『延命院の傴僂男』 : 監督内田吐夢、1925年1月1日公開 - 甲子蔵（主演）
- 『戦争』 : 監督村越章二（村越章二郎）・内田吐夢、1925年1月4日公開 - 次男正勝
- 『義血』 : 監督内田吐夢、1925年2月6日公開 - 主演

### 松竹蒲田撮影所

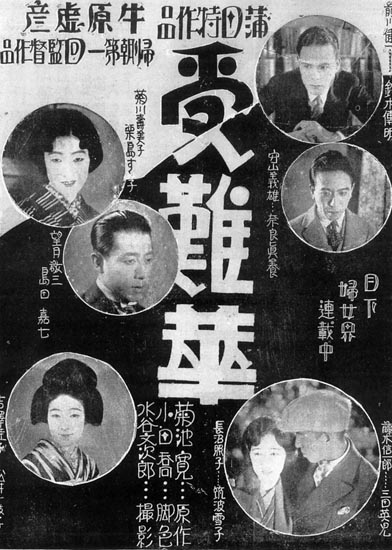
『受難華』（1926年）公開時のポスター。島田の写真と名が確認できる。

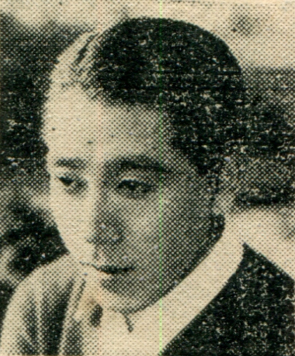
1933年（昭和8年）の写真、満37歳。

特筆以外すべて製作は「松竹蒲田撮影所」、配給は「松竹キネマ」、特筆以外はすべてサイレント映画である。
- 『椿咲く国』 : 監督吉野二郎、1925年5月1日公開
- 『地獄谷』 : 監督吉野二郎、1925年5月31日公開 - 主演
- 『祖国』 : 監督島津保次郎、1925年6月26日公開
- 『夕立勘五郎』 : 監督吉野二郎、1925年7月22日公開
- 『男ごゝろ』（『男ごころ』[7]） : 監督五所平之助、1925年8月21日公開 - 主演
- 『海の誘惑』 : 監督池田義信（池田義臣）、1925年8月27日公開
- 『象牙の塔』[16]（象牙の搭）第一篇『或る夏の夜の夢』[6][7]: 監督牛原虚彦、1925年9月18日公開 - 見知らぬ青年
- 『豊情歌』 : 監督牛原虚彦、1925年9月26日公開
- 『村正小町』 : 監督重宗務、1925年10月1日公開
- 『恋妻』（『愛妻』[7]） : 監督池田義信、1925年10月15日公開
- 『艶説蟻地獄』（『蟻地獄』[7]） : 監督大久保忠素、1925年10月23日公開 - あとの男
- 『寂しき路』 : 監督池田義信、1925年11月20日公開 - 風間実（画家）
- 『征服者』 : 監督牛原虚彦、1925年12月1日公開
- 『正ちゃんの蒲田訪問』 : 監督蔦見丈夫、1925年12月31日公開
- 『毀れた人形』 : 監督池田義信、1926年1月14日公開
- 『お初吉之助』 : 監督重宗務、1926年1月21日公開
- 『小夜子』 : 監督池田義信、1926年2月20日公開
- 『若き女の死』 : 監督重宗務、1926年3月12日公開
- 『女坂崎』 : 監督重宗務、1926年4月30日公開
- 『秋の歌』 : 監督池田義信、1926年7月15日公開
- 『チンピラ探偵』 : 監督大久保忠素、1926年8月8日公開
- 『美しき祷』（『美しき禱り』[7]） : 監督池田義信、1926年10月5日公開
- 『嘆きの薔薇』 : 監督清水宏、1926年10月26日公開 - 甥・河原敏夫
- 『愚かなる母』 : 監督池田義信、1926年12月1日公開
- 『受難華』[7]（『受難草』[6]） : 監督牛原虚彦[7]（重宗務[6]）、1926年12月12日公開
- 『妖婦五人女 第四篇 奥様お千枝』 : 監督池田義信、1926年12月31日公開
- 『妖婦五人女 第五篇 令嬢おすみ』 : 監督池田義信、1926年12月31日公開
- 『埋れたる青春』 : 監督池田義信、1926年製作・公開
- 『恋の別れ路』 : 監督池田義信、1927年1月29日公開
- 『緋紗子の話』 : 監督池田義信、1927年3月4日公開
- 『真珠夫人』 : 監督池田義信、1927年5月26日公開
- 『親爺教育』 : 監督蔦見丈夫、1927年9月24日公開
- 『玉を抛つ』（『珠を抛つ』[7]） : 監督池田義信、1927年10月21日公開
- 『恋模様二人娘』 : 監督重宗務、1927年12月1日公開
- 『美女と秘密』（『美女の秘密』[7]） : 監督島津保次郎、1927年12月23日公開
- 『親心子心』 : 監督池田義信、1927年製作・公開 - 主演
- 『姑花嫁奮戦記』 : 監督島津保次郎、1928年1月15日公開 - 主演
- 『天国の人』 : 監督野村芳亭、1928年1月27日公開
- 『弱き人々』 : 監督島津保次郎、1928年2月10日公開 - 主演
- 『深夜のお客』 : 監督島津保次郎、1928年3月23日公開
- 『裏からおいで』 : 監督島津保次郎、1928年4月22日公開
- 『夫婦』 : 監督池田義信、1928年6月29日公開 - 主演
- 『恋のキャンプ』 : 監督野村芳亭、1928年8月3日公開
- 『夏の日の恋』 : 監督野村芳亭、1928年8月31日公開
- 『愛人 時枝の巻』 : 監督池田義信、1929年1月15日公開
- 『春容恋達引』 : 監督重宗務、1929年2月15日公開 - 孝二
- 『君恋し』 : 監督島津保次郎、1929年3月2日公開 - 主演
- 『春の唄』 : 監督島津保次郎、1929年4月27日公開 - 主演
- 『浮世小路』 : 監督池田義信、1929年5月3日公開
- 『多情仏心』 : 監督島津保次郎、1929年7月19日公開 - 主演
- 『浪花小唄』 : 監督重宗務、1929年8月8日公開
- 『美人は黒い』 : 監督島津保次郎、1929年8月23日公開 - 高田良一（主演）
- 『恋慕小唄』 : 監督清水宏、1929年11月8日公開 - 保険勧誘員・佐野
- 『母』 : 監督野村芳亭、1929年12月1日公開 - 主演
- 『レヴューの姉妹』（『レヴュー姉妹』[7]） : 監督島津保次郎、1930年1月10日公開 - 富豪の長男渡謙一
- 『新編 愛恋序曲』（『愛恋序曲』[7]） : 監督重宗務、1930年1月27日公開
- 『現代奥様気質』 : 監督重宗務、1930年2月1日公開 - 主演
- 『姉妹篇 母』 : 監督野村芳亭、1930年6月26日公開 - 病院長村田俊雄
- 『ザッツ・オー・ケー いゝのね誓ってね』 : 監督島津保次郎、1930年9月26日公開
- 『夜ひらく』 : 監督五所平之助、1931年3月6日公開
- 『壊け行く珠』 : 監督野村芳亭、1931年3月14日公開
- 『有憂華』 : 監督清水宏、1931年4月3日公開 - 息時雄
- 『愛の闘ひ』 : 監督島津保次郎、1931年6月6日公開
- 『新四ツ谷怪談』 : 監督野村芳亭、サウンド・部分発声版、1932年7月29日公開
- 『忠臣蔵 前篇 赤穂京の巻』 : 監督衣笠貞之助、製作松竹下加茂撮影所、トーキー、1932年12月1日公開 - 上杉綱憲
- 『忠臣蔵 後篇 江戸の巻』 : 監督衣笠貞之助、製作松竹下加茂撮影所、トーキー、1932年12月1日公開 - 上杉綱憲
- 『ラッパと娘』 : 監督島津保次郎、トーキー、1933年12月14日公開
- 『永久の愛 前篇』 : 監督池田義信、サウンド版、1935年10月15日公開 - 医者富谷
- 『永久の愛 後篇』 : 監督池田義信、サウンド版、1935年10月15日公開 - 医者富谷